# Écluse de Marseillette
L'écluse de Marseillette est une écluse à chambre simple du canal du Midi. Construite vers 1674, elle se trouve à 127,2 km de Toulouse à 79 m d'altitude. Les écluses adjacentes sont l'écluse de Fontfile à l'est et l'écluse de Trèbes, à l'ouest.
Elle est située sur la commune de Marseillette dans le département de l'Aude en région Occitanie.